# فیسترویل (پنسیلوانیا)
فیسترویل (به انگلیسی: Feasterville) یک منطقهٔ مسکونی در ایالات متحده آمریکا است که در شهرستان باکس، پنسیلوانیا واقع شده‌است. فیسترویل ۳٬۰۷۴ نفر جمعیت دارد و ۶۷٫۰۶ متر بالاتر از سطح دریا واقع شده‌است.